# Gebrüder Sossidi

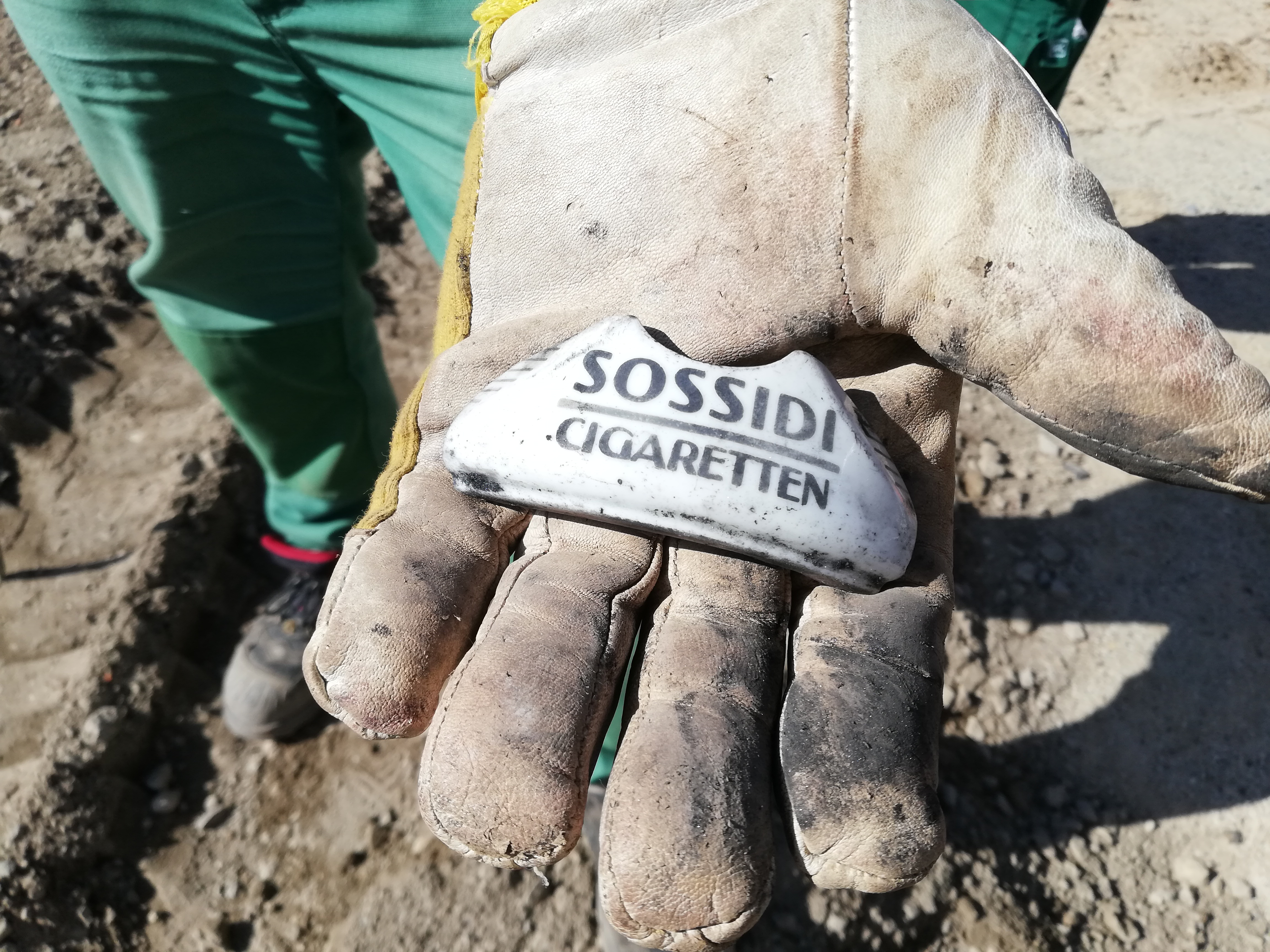
Artefakt „Sossidi Cigaretten“ aus einem bei Grabungsarbeiten auf dem Schulhof der Lutherschule in Hannover aufgefundenen Porzellansplitter

Zigarettenfabrik Gebr. Sossidi war der Name eines deutschen Zigarettenherstellers mit Sitz in Hamburg. Die Firmenchronik gilt als typisch für die ehemals zahlreichen osmanisch-deutschen Tabakwarenproduzenten wie auch für die deutsch-türkischen Handelsbeziehungen des späten 19. und frühen 20. Jahrhunderts. Kulturgeschichtlich steht das Unternehmen zudem beispielhaft für die romantisierenden Vorstellungen des „Orients“ der osmanisch-deutschen Tabakindustrie in der Zeit vor der Moderne.

## Geschichte
Die Gebrüder Sossidi entstammten der in Griechenland beheimateten Familie Sossidi, die ihren Sitz in Neveska, dem heutigen Nymfeo in Makedonien hatte. Deren Firma gründete auf einem im Jahr 1838 eingerichteten Rohtabak-Handel in Konstantinopel. Nachdem im 19. Jahrhundert auf dem Gebiet der späteren Türkei die Produktion von Tabak zum Monopol der Regierung erklärt worden war, wurde den Gebrüdern Sossidi von der türkischen Regierung das alleinige Ausübungsrecht zur Herstellung von Zigaretten verliehen. Nach anderer Darlegung erhielten die Sossidis jedoch nach 1883 eine Entschädigung für die Verstaatlichung der in der Türkei errichteten Tabakfabrik. Nachkommen des Unternehmensgründers wanderten daraufhin unter anderem nach Ägypten, Belgien, Schweden, in die Vereinigten Staaten von Amerika und in das Deutsche Kaiserreich aus.
Der Tabakhändler Nicolas Sossidi (Nicolas Theodore Sossidi; geboren 7. April 1845 in Neveska; gestorben 18. Mai 1918 in Hamburg) zog im Jahr 1870 nach Hamburg, wohin die Fabrikation in den 1880er Jahren verlegt wurde. Nicolas galt als Seniorchef der Gesellschaft, die am 15. Dezember 1884 anfangs mit Pangolti Angelo Pervana als Inhaber gegründet wurde und in der ab dem 1. Februar 1891 Nicolas und Athanase Sossidi als alleinige Gesellschafter fungierten.
Das Tabakhaus Sossidi sen. galt als bald als älteste Hamburger Firma mit griechischen Inhabern und stieg rasch zum größten Tabakfabrikanten Deutschlands unter griechischer Führung auf, zählte jedoch eher zu den kleinen Hamburger Zigarettenfabriken. 1885 firmierte das Unternehmen laut Eintragung vom 9. Juli des Jahres im Hamburger Handelsregister dann als Sossidi frères. Deren Zigaretten, Verpackungen und Preislisten trugen anfangs die französischsprachige Aufschrift Sossidi frères Constantinople. Gesellschafter waren die Brüder Nicolas und Athanase Sossini, die ab Februar 1891 als Sossidi frères de Constantinople firmierten. Mit beigefügten türkischen Schriftzeichen war diese werbliche Aufmachung geeignet, bei Kaufinteressenten den Eindruck einer Herstellung im Orient zu suggerieren – obwohl die Produktion in Hamburg stattfand. In der Folge sah sich das Unternehmen mit Klagen gegen unlauteren Wettbewerb durch einen Mitbewerber für das Verkaufsgebiet des Großherzogtums Baden konfrontiert.
Ihre Fabrik betrieben die Sossidis unter der Adresse An der Fuhlentwiete 47, wo Marken wie „Fleur d'Orient“, „Archimedes“, „Noblesse“, „Queen Olga“ oder „Princess Alice“ hergestellt wurden. Das Lager der für ihre Produkte mehrfach mit Orden und Ehrenzeichen ausgezeichneten Zigarettenproduzenten unterhielt die Firma in der Hamburger Speicherstadt. Eine mutmaßlich vor 1917 entstandene Hinterglasmalerei im Bestand des Museums der Arbeit zeigt unter dem Schriftzug „Sossidi Frères Cigarettes“ drei mehrfarbig reproduzierte Orden sowohl aus dem Osmanischen Reich als auch aus Griechenland;
- den von Sultan Abdülmecid gestifteten Orden Mecîdîye Nişanı;
- den von Sultan Abdülaziz gestifteten Osmaniye-Orden
- sowie den durch die griechische Nationalversammlung in Erinnerung an die „Erlösung des Landes vom türkischen Joch“ gestifteten Erlöser-Orden.[3]

Aus der Privatsammlung von Alexander Sossidi ist ein historisches Architekturfoto mit einem mit dem Firmennamen versehenen Gebäude in der Hamburger ABC-Straße bekannt.

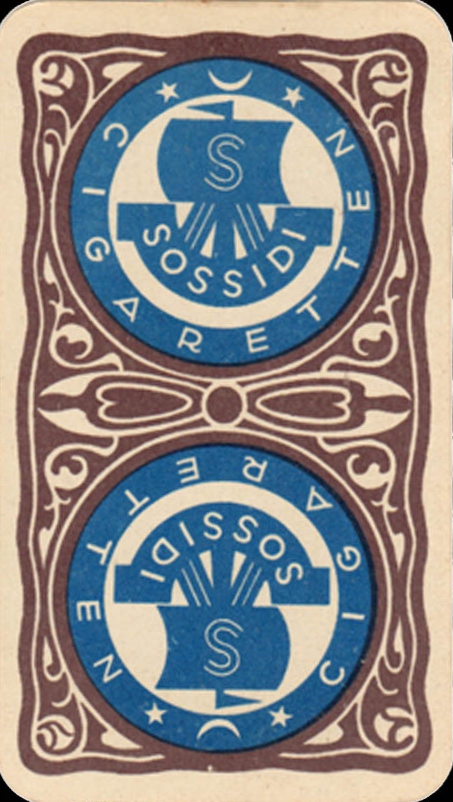
Rückseite einer Spielkarte: Zwischen Arabesken und unter einem liegenden Halbmond eine stilisierte Kogge mit einem S auf dem Segel als Logo für „Sossidi Cigaretten“; um 1900

Das Wappen der Firma Sossidi bestand aus einer von einem Kreis umschlossenen stilisierten Kogge.
Auf dem Briefkopf eines Rechnungsvordrucks aus dem Jahr 1912 empfahlen sich die Gebrüder Sossidi als Hoflieferanten von „echten türkischen Cigaretten aus Tabaken aus Yénidjé“ unter anderem für den Fürsten von Monaco, den Erzherzog Friedrich von Österreich „sowie verschiedener deutscher u. österreich prinzlicher Höfe“. Derselbe Vordruck zeigt auch eine Abbildung der Schutzmarke des Unternehmens.
Während die „Designs“ der Gebrüder anfangs dem Stil der Jahrhundertwende verhaftet blieben und beispielsweise für die Marke Sossidi Frères Noblesse werbegrafisch eher zurückhaltend auf ihre vom Adel bekrönten Auszeichnungen bildhaft aufmerksam machten, ließ die in Saloniki und Brüssel sitzende Manufaktur ägyptischer Tabake, die als „G. J. Sossidi de Salonique“ auftretende „Manufacture Cigarettes Égyptienne“, wesentlich aufwendigere Illustrationen für ihre orientalisch anmutenden Verpackungen herstellen. Sie entsprachen den nach dem zuvor an den Adelshöfen Europas nun auch im Bürgertum aufgekeimten Wunschvorstellungen namens Turquerie. Später wurden die beiden Zylinderhut tragenden eleganten Herren der Gebrüder Fréres – entworfen von einem nicht genannten Künstler – beispielsweise auf Emailleschildern oder Aschenbechern der norwegischen Porzellanfabrik Porsgrund zum weithin sichtbaren Erkennungszeichen für die Produkte der Gebrüder. Die beiden mit einem Kussmund zu zwei jungen Damen Comic-artig stilisierten Figuren wurden um 1925 auch von der in Tannroda in Thüringen produzierenden Plakatfabrik Stark & Riese als 33 × 55 cm großes gewölbtes Emailleschild für einen norwegischen Anbieter vervielfältigt.
Im Mai 1918 starb Nicolas Sossidi; die Grabwand der Familie N. Sossidi findet sich in Hamburg auf dem Ohlsdorfer Friedhof. An der Beisetzung am Pfingstsonntag des Jahres nahm unter anderem der damalige türkische Generalkonsul teil sowie viele Angehörige des Osmanischen Reiches. Zu den Nachfahren der Familie zählt der 1913 geborene spätere Rundfunkjournalist und Berichterstatter bei den Nürnberger Kriegsverbrecherprozessen unter dem Pseudonym Andreas Günther tätige Elef Sossidi.
In der Zeit des Ersten Weltkrieges wurde Frères Sossidi von der Cigarettenfabrik Elite-Werke Kurt Helder übernommen; beide Unternehmen hatten ihren Firmensitz dann im Hinterhaus des Gebäudes Schulterblatt 58. Dort firmierte auch Ernst Bendfeldt, der ausweislich einer 1921 datierten Rechnung als „Generalvertreter“ für Sossidi Gebrüder auftrat. Ebenfalls während der Deutschen Hyperinflation wies eine Anfang 1921 im Stil eines Notgeld-Scheines „wegen Kleingeldmangel“ verausgabte Wechselmarke, zugleich Gutschein über 20 Pfennig mit einer faksimilierten „Unterschrift“ der „Zigarettenfabrik Sossidi Gebrüder“, Bendfeldt als „Platzvertreter“ des Unternehmens aus.
„1926 schloss Kurt E. Heldern (junior) die vom Vater übernommene Cigarettenfabrik Elite-Werke“, verkaufte aber die Sossidi Frères an Reemtsma. Helder junior leitete anschließend den Einkauf des Rohtabaks für Reemtsma und hatte damit über Jahre eine der wichtigsten Positionen des Unternehmens inne. Nach der Machtergreifung durch die Nationalsozialisten emigrierte er im Jahr der Novemberpogrome 1938 aufgrund seiner jüdischen Herkunft nach Australien. In der Nachkriegszeit kehrte er im Jahr 1947 in die Britische Besatzungszone als Mitarbeiter von Reemtsma nach Hamburg zurück, wo er 1953 starb.
Reemtsma produzierte noch bis 1962 in Norwegen „Sossidi Frères Zigaretten“; die Eintragung der Firma „Sossidi Frères“ wurde schließlich 1963 aus dem Handelsregister gelöscht.

## Stücke in Museen
Stücke der Sissidi Gebrüder finden sich in Einrichtungen wie beispielsweise
- dem Deutschen Historischen Museum mit einer mehrfarbig lithografierten „Blechdose für 25 Cigaretten "KIFRI" SOSSIDI GEBRÜDER, HAMBURG“ aus der Zeit zwischen 1900 und 1930;[13]
- im Norsk Folkemuseum als Kulturgut aus der Sammlung Tiedemanns reklame- og tobakksmuseum in Norwegen mit einem zwischen 1930 und 1939 hergestellten Aschenbecher, dekoriert mit dreifarbigen Motiven zweier stilisierter Raucher mit Zylinder und dem Zudruck SOSSIDI CIGARETTER[10]
- im Museum der Arbeit eine vielfarbige Hintergrundmalerei mit der Abbildung von drei an Sossidi verliehenen Orden.[3]

## Archivalien
Archivalien von und über die Zigarettenfabrik finden sich beispielsweise
- als Schriftgut der Zigarettentabakseinkaufs-GmbH, Dresden für die Laufzeit von 1920 bis 1922 im Bundesarchiv, Archivsignatur BArch R 8855/190[14]